# Brocken

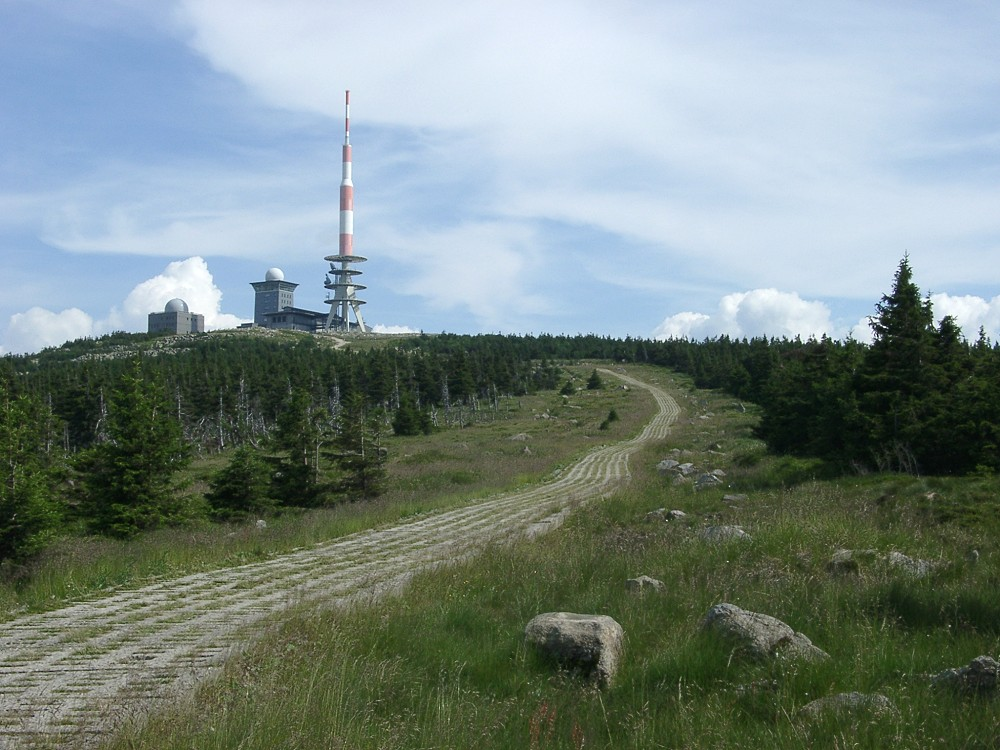
Vista de la antena de televisión en la cumbre del Brocken.

El Brocken, o Blocksberg, es el monte más alto (1142 m s. n. m.
) en la Sierra del Harz en Sajonia-Anhalt, Alemania (localizado entre los ríos Weser y Elba), siendo además el pico más alto del norte de Alemania. A pesar de que su altitud está por debajo de las dimensiones alpinas, su microclima es característico de las montañas de 2000 m de altura. El pico tiende a estar cubierto de nieve desde septiembre hasta mayo y la niebla lo oculta cerca de 300 días al año. La temperatura media anual es de solo 2,9 °C.

## Características
El Brocken ha jugado un papel importante en las leyendas del lugar (Sierra del Harz) en las que se habla del diablo y de las brujas; Goethe menciona estas leyendas al comienzo de su libro Fausto, hablando sobre una celebración de la noche de Walpurgis (la noche de las brujas) en la ladera de la montaña. El espectro de Brocken es un fenómeno que acontece en esta misteriosa montaña, donde una sombra ascendente crea una serie de efectos ópticos que generan misteriosos cuentos en la población lugareña.
Hoy en día el Brocken es parte de un parque nacional y alberga un jardín botánico especializado en plantas de montaña, fundado en el año 1890. Llega hasta la cumbre un tren de vapor, el Brockenbahn (parte de la Harzer Schmalspurbahn), que transporta a los visitantes, en su mayoría turistas de Wernigerode, hasta la estación que existe en la cima.

## Historia

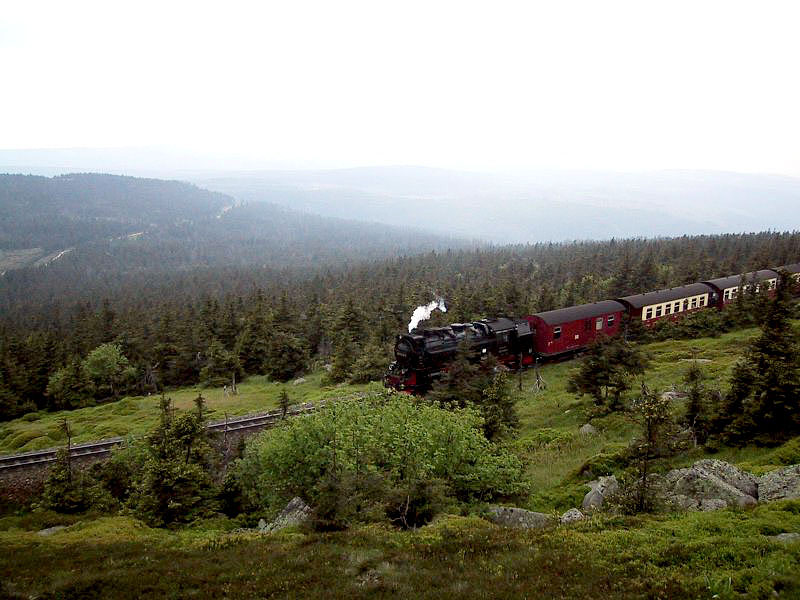
El famoso y peculiar Brockenbahn, un tren de vapor que ofrece un servicio regular hoy en día.

Sobre la cima de esta montaña se erigió la primera antena de televisión del mundo en el año 1935 y se comenzó con la emisión en pruebas de la Deutsche Reichspost, encargada de realizar la primera transmisión de las olimpiadas -- de los Juegos Olímpicos de 1936 en Berlín. La torre allí instalada continuó funcionando hasta septiembre de 1939, cuando se decidió interrumpir la emisión debido al comienzo de la Segunda Guerra Mundial.
Las fuerzas aliadas bombardearon el Brocken el 17 de abril de 1945, destruyendo el Hotel Brocken y la estación meteorológica, pero no la torre de televisión, que permaneció intacta. Las fuerzas estadounidenses reconstruyeron la estación meteorológica y emplearon las instalaciones desde el período que va desde 1945 hasta 1947. Antes de que abandonaran el Brocken en el año 1947, deshabilitaron la instalación y la estación meteorológica.
Entre los años 1973 hasta 1976 se levantó una nueva torre para la emisora de televisión GDR-TV. Hoy, la segunda cadena de televisión (Zweites Deutsches Fernsehen o ZDF) emplea la torre para sus emisiones habituales.

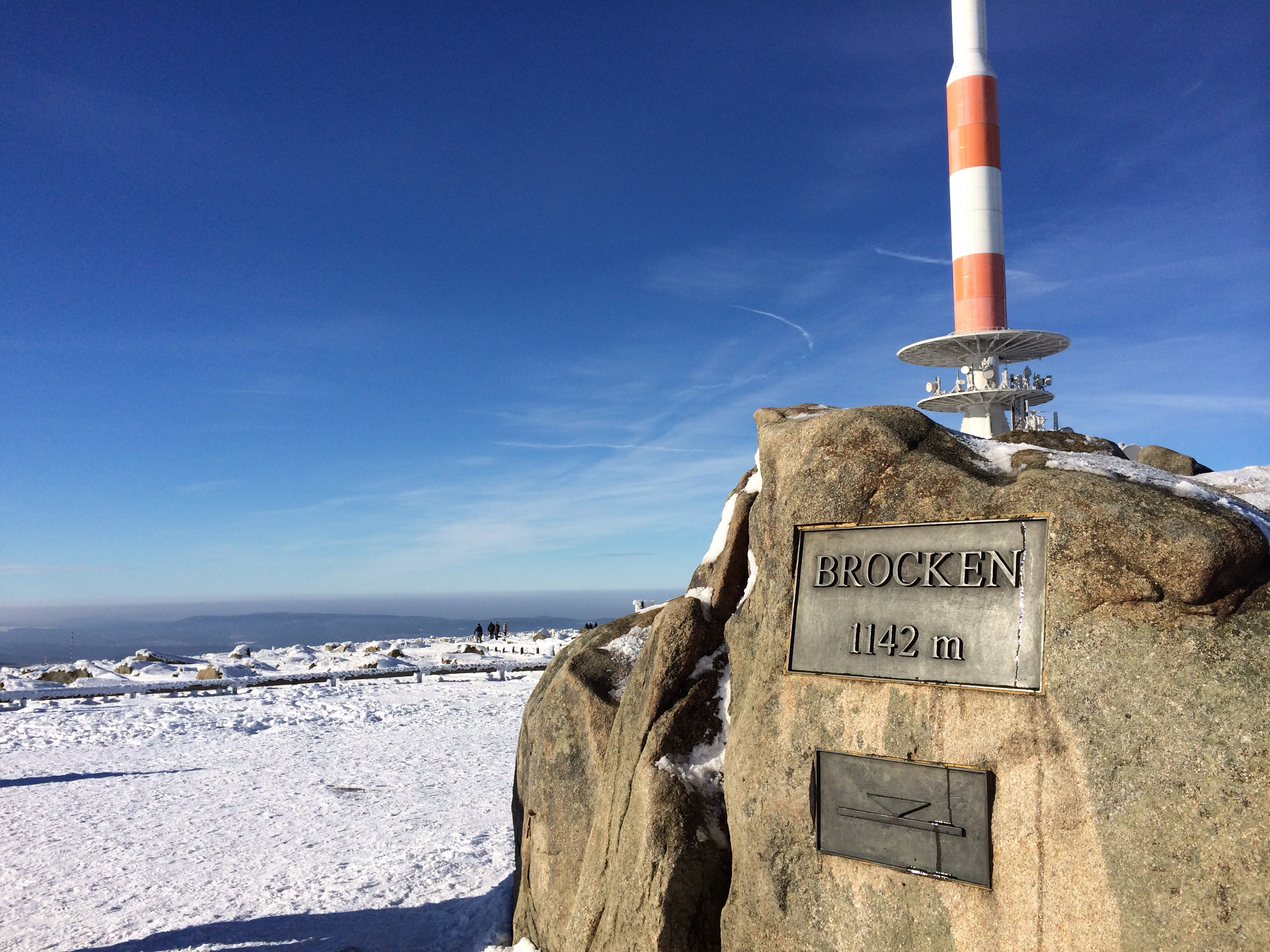
Brocken (30.01.2014)

Desde el año 1957, el pico del Brocken constituyó una zona de seguridad y tras la construcción del Muro de Berlín, que empezó el 13 de agosto de 1961, las autoridades de la República Democrática Alemana convinieron que era una zona de seguridad militar y lo convirtieron en una fortaleza. 
Debido a su gran altitud, la estación llegó a servir para fines de espionaje, captando las señales de todas las zonas circundantes. Las tropas soviéticas ocuparon la estación del Brocken, así como una gran parte del territorio.
La Stasi (la policía secreta de la República Democrática Alemana) usó la torre de televisión hasta 1985, cuando trasladaron todas sus instalaciones a un nuevo edificio, hoy un museo. Para sellar el área, la base del Brocken fue rodeada de un muro de hormigón, construido con 2318 secciones, cada una de 2,4 t y con 3,6 m de altura. El muro y las instalaciones soviéticas fueron desmanteladas posteriormente.

## Referencia literaria
Goethe describe el Brocken en la primera parte del Fausto (escrito en 1808) como centro de celebración de la noche de Walpurgis (30 de abril al 1 de mayo).

| Du Geist des Widerspruchs! Nur zu, du magst mich führen!, Ich denke doch, das war recht klug gemacht: Zum Brocken wandeln wir in der Walpurgisnacht, Um uns beliebig nun hieselbst zu isolieren. | ¡Espiritu de contradicción! ¡Adelante! Guíame en buena hora ¡Eso sí que está bien, a fe mía! Nos encaminamos al Brocken la noche de Walpurgis Para aislarnos allí solos a nuestro sabor |

## Emisiones de radio desde la cumbre

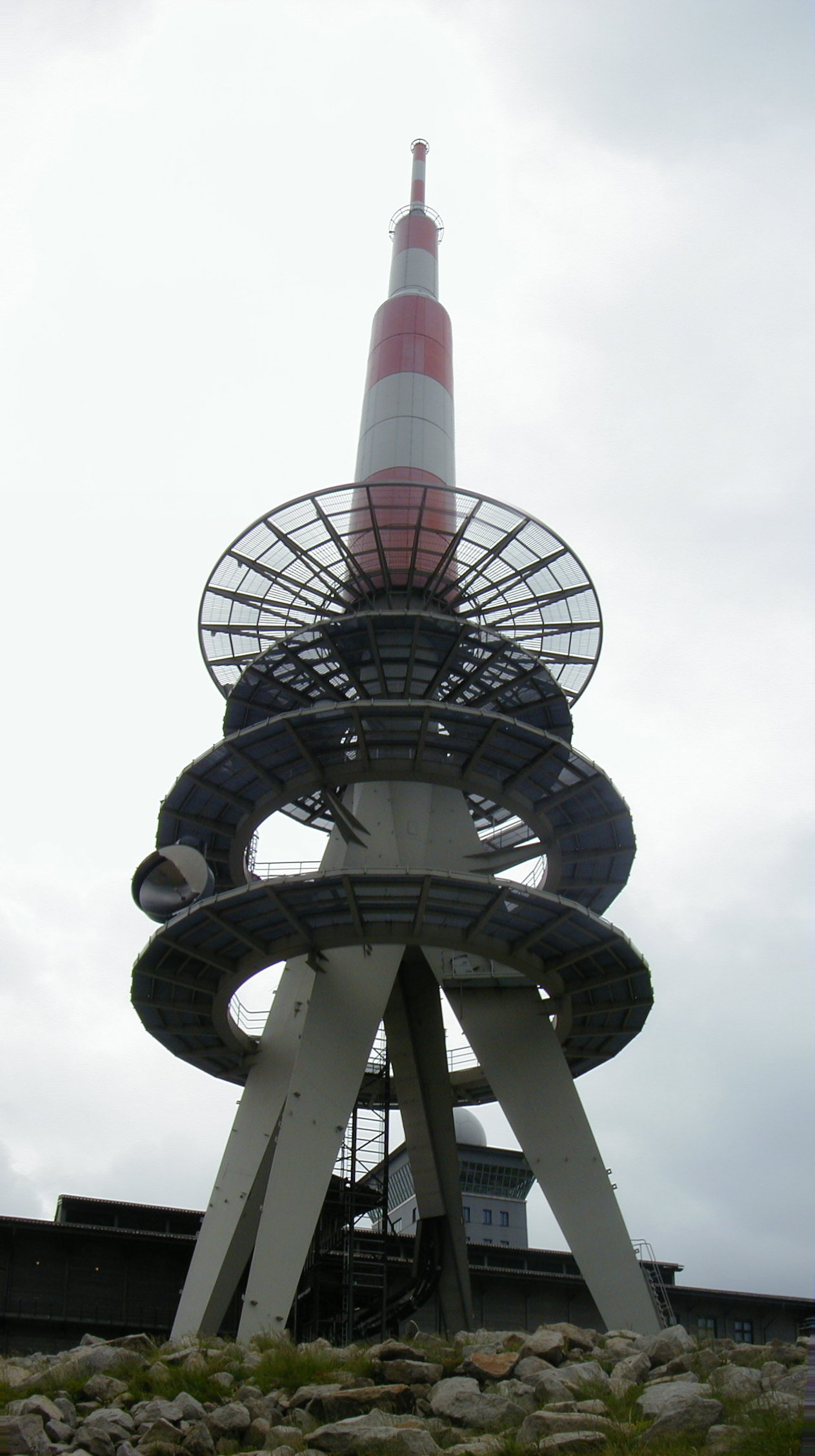
Nuevo mástil de radiocomunicaciones.

Desde la cima de la montaña se emiten hoy en día en las siguientes emisiones:
| Nombre                    | UKW       | ERP    | RDS PS   |
| ------------------------- | --------- | ------ | -------- |
| 89.0 RTL                  | 89,0 MHz  | 60 kW  | 89.0_RTL |
| MDR Jump                  | 91,5 MHz  | 100 kW | MDR_JUMP |
| MDR1 Radio Sachsen-Anhalt | 94,6 MHz  | 60 kW  | MDR_S-AN |
| DLR Kultur                | 97,4 MHz  | 100 kW | DKULTUR_ |
| Radio SAW                 | 101,4 MHz | 100 kW | __S_A_W_ |
| MDR Figaro                | 107,8 MHz | 10 kW  | MDR_FIGA |